# خاویر آمبروسی
خاویر آمبروسی (انگلیسی: Javier Ambrossi؛ زادهٔ ۲۴ ژوئن ۱۹۸۴) بازیگر، کارگردان نمایش، فیلم‌نامه‌نویس و کارگردان فیلم اهل اسپانیا است.
از فیلم‌ها یا مجموعه‌های تلویزیونی که وی در آن‌ها نقش داشته‌است، می‌توان به پاکیتا سالاس اشاره نمود.